# Маркета Лазарова
„Маркета Лазарова“ (на чешки: Marketa Lazarová) е чехословашки исторически филм от 1967 година на режисьора Франтишек Влачил по негов сценарий в съавторство с Франтишек Павличек, базиран на едноименния роман на Владислав Ванчура от 1931 година.
В ценътра на сюжета е семейство на земевладелци, занимаващи се с разбойничество, и конфликтът им с техен съсед, чиято готвена за монахиня дъщеря отвличат, и с местния представител на краля. Главните роли се изпълняват от Франтишек Велецки, Магдалена Вашарьова, Иван Палух, Павла Полашкова, Йозеф Кемр.